# باشگاه فوتبال الوعب
باشگاه فوتبال الوعب (به عربی: نادي الوعب الرياضي‎) یک باشگاه فوتبال قطر مستقر در منطقه الوعب شهر دوحه است که در لیگ دسته دوم قطر بازی می‌کند.
در سپتامبر ۲۰۱۹، فدراسیون فوتبال قطر رسماً به این تیم وضعیت باشگاهی اعطا کرد و به آن اجازه داد تا در فصل ۲۰–۲۰۱۹ لیگ دسته دوم قطر شرکت کند.
این باشگاه قبلاً باشگاه فوتبال النصر بود و نام آن به باشگاه فوتبال الوعب تغییر یافت.